# Autoridad de Transporte del Sureste de Pensilvania
La Autoridad de Transporte del Sureste de Pensilvania (en inglés: Southeastern Pennsylvania Transportation Authority) o conocidos principalmente en sus siglas en inglés SEPTA es una autoridad metropolitana de transporte que opera varias formas de transporte público—autobuses, metro y redes ferroviarias elevadas, trenes de cercanías, tren ligero, y trolebuses—que abastecen a 3.9 millones de personas alrededor del Gran Filadelfia, Pensilvania, Estados Unidos. El SEPTA también se encarga en construir proyectos y operarlos, reemplazar y expandir la infraestructura ferroviaria y así como también al mantenimiento del material rodante.
El SEPTA abastece tanto como a la ciudad y condado de Filadelfia,  el condado de Delaware, condado de Montgomery, condado de Bucks y al condado de Chester. El SEPTA también abastece al condado de New Castle en Delaware, y al condado de Mercer en Nueva Jersey.
El SEPTA es el sexto sistema de tránsito rápido de los Estados Unidos con más pasajeros, y el quinto contando las otras formas de transporte, con más de 306.9 millones de viajes no conectados anualmente. El SEPTA controla a más de 280 estaciones activas en 450 millas (724,2 km) de vías, a más de 2,295 vehículos, y 196 rutas. 
El SEPTA es una de las pocas autoridades de transporte que operan cinco tipo de transporte: El regional (cercanías), el de metro (subterráneo/elevado), el de tren ligero (tranvías), trolebuses eléctricos, y autobuses motorizados. La otra autoridad es la Autoridad de Transporte de la Bahía de Massachusetts (que opera incluso a botes de ferry). La sede del SEPTA se encuentra ubicada en el 1234 Market Street en el centro de Filadelfia.